# Виталий (Мятлев)
Епископ Виталий (в миру Василий Михеевич Мятлев) — епископ Древлеправославной Церкви Христовой (старообрядцев, приемлющих белокриницкую иерархию), епископ Уральский.

## Биография
До епископства был бузулукским купцом.
Единолично поставлен бывшим в раздоре епископом Софронием (Жировым) после 1853 года в Самаре.
Вместе с Софронием добрался до Южного Урала.
16 января 1854 года священноинок Израиль (Бреднев) был посвящён ими во епископа, а на другой день — в «патриарха всея Руси» под именем Иосифа. 18 и 19 января Софроний и Виталий взаимно возвели друг друга в сан митрополитов (Казанского и Новгородского).
За эти и другие проступки Софроний был подвергнут запрещению и отлучению, но в 1858 года раскаялся. Принёс покаяние и Виталий, после чего за Виталием была закреплена Уральская епархия.
Епископ Виталий ослеп около 1863 года. Отошёл от дел и заметного следа в истории Церкви не оставил. Скончался до начала XX века.